# Linia kolejowa Kužiai – Wenta
Linia kolejowa Kužiai – Wenta – linia kolejowa na Litwie łącząca stację Kužiai ze stacją Wenta.
Linia na całej długości jest niezelektryfikowana i jednotorowa.

## Historia
Linia powstała w 1871 jako część drogi żelaznej libawsko-romeńskiej. Początkowo leżała w Imperium Rosyjskim, w latach 1918 - 1940 położona była na Litwie, następnie w Związku Sowieckim (1940 - 1991). Od 1991 ponownie znajduje się w granicach niepodległej Litwy.
Po upadku Związku Sowieckiego linia na zachód od Wenty do granicy z Łotwą została zamknięta. Obecnie na zachód od stacji Wenta prowadzi jedynie linia do rafinerii w Możejkach